# Kommorienten
Kommorienten (lateinisch commorientes, die zusammen Sterbenden) sind Personen, die unter Umständen sterben, bei denen sich nicht feststellen lässt, wer vor dem anderen verblichen ist. Dies betrifft etwa schwere Unfälle mit mehreren Toten, oder Naturkatastrophen.
Im englischsprachigen Raum wird eine testamentarische Regelung der Kommorienten “Titanic clause” genannt. Beim Unglück des Schiffes im Jahr 1912 waren unter den Toten sehr viele Erblasser und deren Erben.

## Bedeutung
Die Zeitfolge, in der zwei Personen versterben, die gegenüber einander erbberechtigt sind, kann sich bei gesetzlicher Erbfolge auf die Rechte ihrer eigenen Erben auswirken. Der so genannte „relative Todeszeitpunkt“ ist für die Erbreihenfolge von entscheidender Bedeutung. Bei diesem interessiert, ganz im Gegensatz zum „absoluten Todeszeitpunkt“, nicht der exakte Todeszeitpunkt (Datum, Uhrzeit), sondern, ob der Tod einer Person vor oder nach dem einer anderen eingetreten ist. In diesem Sinne wird der Todeszeitpunkt eines Verstorbenen in Relation zu jenem einer anderen Person gesetzt.
Für die Frage der Kommorienten muss der genaue Todeszeitpunkt ohnehin gar nicht bekannt sein – als Beispiel gilt ein Ehepaar, das erst nach mehreren Wochen von einem Angehörigen tot aufgefunden wird. Als Todeszeitraum gilt die Zeitspanne zwischen dem letzten sicheren Lebenszeichen, und dem Zeitpunkt, an welchem das Überleben als ausgeschlossen gilt. Überschneidet sich der Todeszeitraum zweier Personen, gelten sie als gleichzeitig verstorben.

## Rechtliche Regelungen

### National
Das römische Recht betrachtete alle Rechtsbeziehungen einer verstorbenen Person als beendet, auch wenn sie als verschollen galt und keine Leiche auffindbar war. Mögliche Erbberechtigte mussten ein Verfahren eröffnen, um in die Rechte eines Verschollenen eintreten zu dürfen.  Für den Fall des gemeinsamen Versterbens von Verwandten wurde der gleichzeitige Tod vermutet (regula generalis), wenn Eltern und Kinder gemeinsam umgekommen waren, wurde hingegen angenommen, dass die Eltern vor puberes (geschlechtsreifen Kindern), aber nach impuberes (nicht geschlechtsreifen Kindern) gestorben waren (lex specialis).
Der französische Code civil stellte ähnliche, aber wesentlich kompliziertere Vermutungen auf.
Dagegen wird im deutschen Recht in § 11 Verschollenheitsgesetz vermutet, mehrere Personen seien in einer gemeinsamen Gefahr gleichzeitig verstorben. Verwickelt kann die Erbfrage dann werden, wenn die Kommorienten  unterschiedlichen Erbrechtsordnungen angehören. Zur Vorversterbensvermutung in Deutschland siehe auch Erbfall.
In Österreich wird nach § 11 TEG die gesetzliche Vermutung aufgestellt, wenn das Gegenteil nicht bewiesen werden kann, dass von mehreren gestorbenen oder für tot erklärten Menschen diese gleichzeitig gestorben sind.
Nach dem Schweizerischen Zivilgesetzbuch erbt eine verstorbene Person nur dann, wenn der Erblasser beweisbar früher verstorben ist. Andernfalls wird gemäß Art. 32 Abs. 2 ZGB das gleichzeitige Versterben der Beteiligten vermutet („Kommorientenvermutung“). Als Folge der Kommorientenvermutung wird ein Vorversterben ausgeschlossen. Dies wiederum hat nicht bloß Auswirkungen auf den Erbgang, sondern beispielsweise auch auf Versicherungsleistungen.
Nach dem Uniform Simultaneous Death Act, welcher in den USA in allen Bundesstaaten – allerdings in unterschiedlichen Versionen – in Kraft ist, gilt eine besondere Regelung: Wenn zwei oder mehr Personen, die gegenüber einander erbberechtigt sind, innerhalb von 120 Stunden versterben und kein Testament vorhanden ist, so wird deren Vermögen zusammengefasst und von einem einzigen Nachlassverwalter verteilt. Im ersten Schritt erhält jeder der Verstorbenen einen gleich großen Teil des gesamten Erbes. Im zweiten Schritt wird der Anteil jedes Verstorbenen so an seine Erben verteilt, als wäre er als Letzter verstorben.

### Internationales Privatrecht
In der Europäischen Union stellen einige Staaten Vermutungen des Überlebens auf, die sich nach dem Alter und dem Geschlecht der Personen richten, während andere Staaten die Erbfolge dieser Personen regeln, ohne die Rangfolge des Ablebens in Erwägung zu ziehen. Richten sich die Erbfolgen der Kommorienten nach verschiedenen nationalen Gesetzen, die miteinander in Widerspruch stehen, so ist das Problem unlösbar. Auch hat das Haager Übereinkommen von 1989 in dieser Hinsicht eine internationale materiell-rechtliche Regel getroffen, nach der unter solchen Umständen und im Falle der Inkompatibilität der anwendbaren Erbgesetze, keiner der Kommorienten Rechte am Nachlass der anderen gleichzeitig verstorbenen Person(en) hat (Art. 13). Nach Art. 32 der EU-Erbrechtsverordnung hat in diesem Fall keine der verstorbenen Personen Anspruch auf den Nachlass des oder der anderen,  wenn die Reihenfolge ihres Todes ungewiss ist.